# Juan I de Henao
Juan I de Henao, o Juan II de Avesnes , nacido hacia 1248, muerto en Valenciennes l el 22 de agosto de 1304, fue conde de Henao (Juan I, 1280-1304) y de Holanda (Juan II, 1299-1304). Era hijo de Juan I de Avesnes y de Adelaida de Holanda.
Insatisfecho por el resultado de las guerras de Sucesión de Flandes y de Henao, se preparó para tomarse la revancha sobre los Dampierre a la espera de heredar Henao. El 4 de septiembre de 1272, acuerda una alianza con su primo Florencio V de Holanda. El 29 de mayo de 1275 obtiene el apoyo del emperador Rodolfo I de Habsburgo, quien le confirma como heredero de Holanda, si Florencio muere sin descendencia.
A la muerte de su abuela paterna, Margarita II de Flandes condesa de Flandes y de Henao, heredó el condado de Henao, mientras que su tío Guido de Dampierre heredó el condado de Flandes, de acuerdo con el arbitraje de 1246 de San Luis. Pronto se inició una guerra entre Juan de Avesnes y Guido de Dampierre y aunque duró hasta 1287 no supuso cambio alguno en la situación de los condados.
Juan de Avesnes se propuso adquirir otros territorios e incorporarlos a su condado. Para ello exprimió a sus vasallos para conseguir los recursos necesarios. En principio trató de obtenerlos sobre las abadías lo que le acarreó que el obispo de Cambrai, Guillermo de Avesnes, pronunciara un entredicho contra el condado. 
En 1290, entró en lucha con los habitantes de Valenciennes, que le reclamaron que mantuviera sus privilegios. Para conseguirlo, los de Valenciennes buscaron la protección de Felipe IV el Hermoso y de Guido de Dampierre. Al cabo de siete años de guerra, el rey de Francia y el conde de Flandes se pelean y Felipe el Hermoso aproxima posiciones con Juan de Avesnes y le reconoce la posesión de Valenciennes, a la que el conde de Henao concede su perdón.

## El Condado de Holanda
Cuando Florencio V es asesinado, el 27 de julio de 1296, es Juan I de Holanda quien le sucede. Demasiado joven para gobernar, bajo la regencia de Van Borselen, se convierte en un instrumento de los ingleses, lo que disgusta a los holandeses que apelan a Juan II de Avesnes, para librarse de ese « aborto impotente e imbécil ». El conde de Henao marchó con sus tropas sobre Holanda. Juan I muere en noviembre de 1299 de una disentería; pero bajo la sospecha de haber sido envenenado por Juan de Avesnes.
Juan, era hijo de Adelaida de Holanda, hermana del rey Guillermo, y, por tanto, el heredero natural para suceder a Juan I como conde de Holanda. Ya en vida de éste, Juan de Avesnes había concertado una alianza con las ciudades de Dordrecht, Middleburg, Zierikzee, Leiden, Delft, Haarlem, Alkmaar y Geertruidenberg contra los asesinos de su primo Florencio.

Juan I es el primero en llevar esta armas. Combina las armas del condado de Flandes, con las del condado de Holanda, que él conquistó

Para afirmarse como conde de Holanda, Juan de Avesnes quiso que las principales ciudades, que habían sustentado el poderío de Florencio, le instalaran solemnemente como tal, mediante cartas patentes selladas por cada ciudad. Cuando se sintió seguro de la adhesión y fidelidad de las ciudades, se dedicó a conseguir reducir o atraerse a los señores descontentos. En parte lo consiguió; pero Juan de Renesse, noble zelandés, se apoderó de la isla de Schouwen y suscitó una sublevación contra él.
A Renesse se le unió Florencio van Borselen, hijo del regente de Juan I Wolfert I van Borselen, quien a pesar de haber jurado fidelidad a Juan de Avesnes, marchó a Alemania e intrigó hábilmente en la corte del emperador Alberto I. Bajo el pretexto de que se había extinguido la dinastía gerolfina y de que los condados de Holanda y Zelanda no podían ser heredados por línea femenina, a pesar de que el emperador Enrique VI había reconocido años antes en el reinado de Teodorico VII de Holanda tal posibilidad, Alberto de Austria declaró confiscados ambos condados y bajo la soberanía imperial.
El emperador reunió algunas tropas a las que se incorporaron las de los arzobispos de Colonia y Maguncia y envió cartas a algunas ciudades de Holanda anunciándoles que iba a designarles un nuevo soberano.
Juan de Avesnes convocó una asamblea general, y de acuerdo con la nobleza y a las ciudades, apeló a toda la nación en su ayuda. 
Mientras tanto Alberto de Austria llegó a Nimega y citó al conde de Holanda para que acudiera a la ciudad. Juan, sabiendo que su ejército era superior al del emperador, remontó el Waal y consiguió que las tropas imperiales se retiraran hasta Kraanenburg. El emperador desconfiando de Renesse, que le había asegurado que contaba con el apoyo de los holandeses, decidió regresar a Alemania. Wigbaldo, arzobispo de Colonia, indignado por la vergüenza que suponía esta retirada, propuso negociar un tratado, por el cual Juan de Avesnes sería investido como legal sucesor del conde de Holanda por el emperador, al cual rendiría homenaje.
Entretanto, Renesse, que había armado una flota para apoyar al emperador, llegó por el Wall al campo de Alberto tres días después de la firma del tratado. El emperador, resuelto a evitar una guerra cuyas consecuencias había sufrido, le aconsejó fríamente que se retirara a sus islas y se reconciliara con Juan.
El conde de Holanda había ordenado a su hijo Juan, conde de Oosterwant, y a Witte van Haemstede, que habían quedado en Zierikzee, que aprovechando su ausencia, se hicieran dueños de las plazas que poseían los rebeldes, derruyeran sus castillos y asolaran sus tierras. El rigor con que se empleó el joven conde le valió el sobrenombre de "Jean Sans Merci".
Juan de Avesnes confiscó los bienes de Juan de Renesse y los distribuyó entre aquellos que le habían sido fieles. Una vez pacificada Zelanda le concedió el gobierno de la provincia su hijo Juan, y el de Holanda a su hermano Guillermo, y licenciando a su ejército regresó a Henao.
La ausencia de conde envalentonó a los rebeldes de Zelanda a emprender un ataque sobre el castillo de Ter Goes en la isla de Zuid-Beveland, posteriormente asediaron Yerseke. Ante esta noticia, Jean de Avesnes regresó de Henao, atacó a los sitiadores el 1 de enero de 1301 y los derrotó cerca de Lodyke. Esta derrota acabó con el bando de Renesse y los restos de su ejército se refugiaron en Flandes.

## Conflicto con el obispo de Utrecht
El obispo de Utrecht Guillermo Bertoldo de Malinas, reinició las disputas con Juan II poco después de haber firmado con él la paz de 1297. Pero las hostilidades no tuvieron continuación porque el burgomaestre de Utrecht, Juan de Ligtenbegr, lo depuso y lo retuvo prisionero en un castillo, de donde escapó al año siguiente con la ayuda de unos campesinos del Overijssel. El prelado desalentado por el motín de sus feligreses presentó su dimisión al papa Bonifacio VIII, quien la rechazó y encargó al obispo de Munster que lo restituyera en su sede episcopal. 
Los dos obispos se presentaron a las puertas de Utrecht; pero el burgomaestre les denegó la entrada. No sintiéndose con fuerzas para asediar la ciudad se lanzaron a sangre y fuego sobre las tierras de Amstel y Woorden. Estas tierras pertenecían a Guido de Avesnes, hermano de Juan II, aunque antes habían pertenecido al obispado de Utrecht por lo que el obispo pretendía recuperarlas.
El obispo no se contentó con arrasar la comarca sino que pretendió invadir Holanda. La nobleza, aunque sin jefe, se le opuso y le derrotó en Hoge Woerd, el 4 de julio de 1301, siendo abatido de su caballo y apuñalado.
Juan II aprovechó la ocasión para promover la elección de su hermano Guido como nuevo obispo de Utrecht.

## Guerra con Flandes
Los condes de Flandes y de Namur eran prisioneros en Compiegne de Felipe el Hermoso. Guido, hijo del primero gobernaba sus estados durante su ausencia. Este joven conde se apoderó de algunas ciudades en la frontera de Francia, creyendo que esta acción adelantaría la liberación de su padre. El conde de Artois, a la cabeza de un numeroso ejército francés fue a su encuentro el 11 de julio de 1302. Guido de Flandes lo derrotó cerca de Courtrai. Jean Sans Merci, conde de Oosterwant, hijo de Juan II pereció en esta batalla.
El joven Guido, enardecido por esta victoria, penetró en el condado de Henao y tomó Lessines. Juan II, temiendo por su condado, ordenó a su hijo Guillermo invadir Flandes en una maniobra de distracción. Guillermo de Avesnes tras saquear Flandes regresó a Holanda con un gran botín, pero cometió la imprudencia de licenciar a su ejército. Los rebeldes zelandeses, exiliados en Flandes, convencieron a Guido de que sería fácil obtener la revancha.
Los flamencos atacaron en Veere y derrotaron a Guillermo que se refugió en Middleburg. Los historiadores atribuyen este fracaso a los consejeros del joven conde. Guillermo viéndose asediado en una ciudad sin defensas capituló y salvó la vida y la libertad. Guillermo de Avesnes pasó a la isla de Schouven, abandonando Walcheren a los flamencos.
Ante esta victoria, Rennesse, convenció a Guido de Flandes para que invadiera Holanda. Una gran flota flamenca penetró por la desembocadura del Mosa. La vista de esta flota causó el terror entre la población del país, por lo que Juan II se vio obligado a concluir un tratado de paz, en el verano de 1303, por el que Holanda cedía a Flandes todas las islas hasta el Mosa, permitía a los comerciantes flamencos circular libremente por Holanda y se comprometían a que, en caso de ruptura, no iniciar las hostilidades sino después de cuatro meses de una "declaración de guerra auténtica". Después de este acuerdo ambos regresaron a sus condados.
De vuelta a La Haya, Juan II contrajo una peligrosa enfermedad. Guido de Flandes, juzgando una ocasión favorable para recomenzar la guerra, la declaró ese invierno. El conde de Holanda, no encontrándose con fuerzas para afrontar una nueva campaña, encargó la dirección de las operaciones a su hijo Guillermo con el apoyo y consejo de su tío, el obispo de Utrecht. Guillermo convocó a la nobleza y a los comunes y reunió una flota entre Schiedam y Vlaardingen. Desembarcó en Duiveland, donde estaban acampados los flamencos, que fingiendo huir le tendieron una emboscada. Guillermo se salvó a duras penas en Zierickzee y el obispo de Utrecht cayó prisionero.

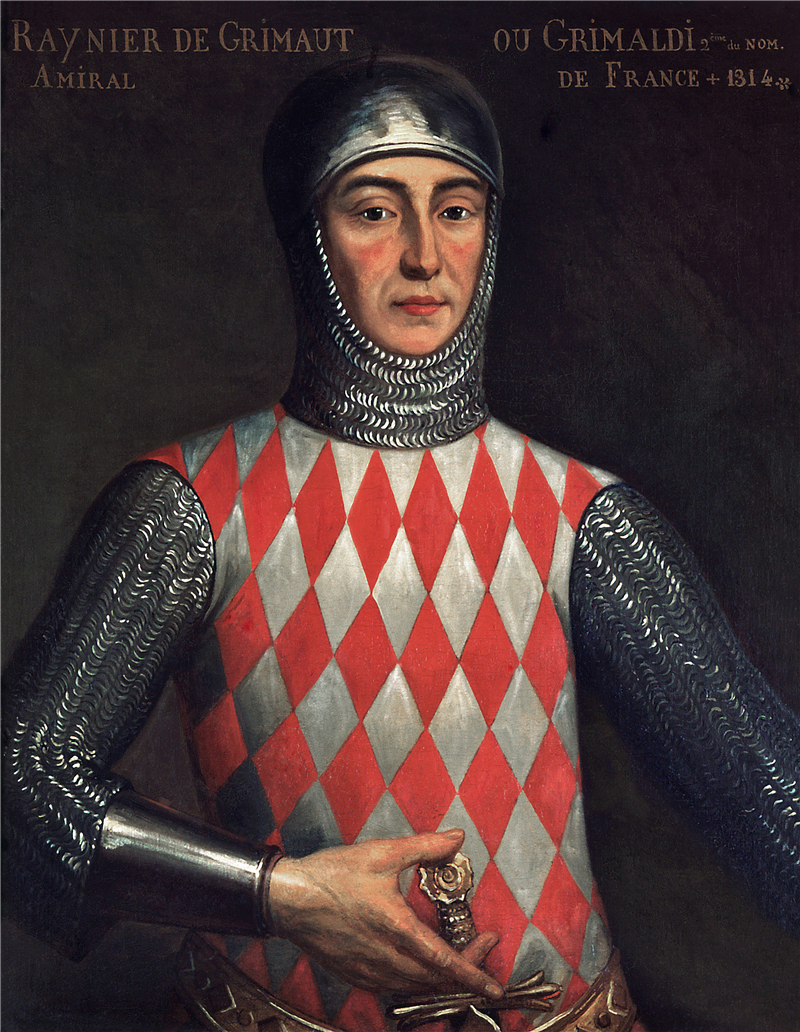
Raniero Grimaldi, almirante de Francia

Guido de Flandes equipó una gran flota y sometió casi toda Holanda, incluso Utrecht tuvo que plegarse a su dominio. El conde de Flandes pensó que no tendría ya resistencia en Holanda y que ésta sería una provincia flamenca. Witte van Haemstede, hijo natural de Florencio V, saliendo de Zelanda, se dirigió a Haarlem que aún permanecía fiel a Juan II, donde fue recibido con los brazos abiertos. Desde aquí escribió a todas las ciudades holandesas para decirles que había venido para liberarles del dominio extranjero.
La población se sublevó en las principales ciudades y expulsó a las guarniciones flamencas. Guido de Flandes abandonó Holanda.
Más difícil fue recuperar Zelanda. Raniero Grimaldi, noble genovés al servicio del rey de Francia con dieciséis galeras, a las que el rey añadió veinticuatro navíos, atacó a la flota flamenca a la vista de Zierickzee. Los flamencos fueron derrotados y el conde Guido fue hecho prisionero. Renesse que estaba en Utrech murió ahogado, al huir, intentando atravesar el río Leck.
Juan II no sobrevivió más que unos días tras levantarse el sitio de Zierickzee, a causa de una larga enfermedad, falleciendo el 22 de agosto de 1304.

## Matrimonio y descendencia
Hacia 1265-1270, Juan I de Henao (Juan II) se casó con Felipa de Luxemburgo (1252-†1311), hija de Enrique V, conde de Luxemburgo, y de Margarita de Bar, señora de Ligny con la que tuvo los siguientes hijos:
- Juan, (llamado "Jean Sans-Merci") señor de Beaumont (Hainaut), conde de Oostrewant, muerto en Courtrai en 1302
- Enrique, canónigo en Cambrai († 1303)
- Simón
- Guillermo I (1286 † 1337) conde de Henao, de Holanda y de Zelanda (Guillermo III)
- Juan, señor de Beaumont (Henao), (1288 † 1356), casado en 1317 con Margarita, condesa de Soissons († 1350)
- Margarita († 1342), casada en 1298 con el conde Roberto II de Artois († Courtrai 1302)
- Alix, († 1317), casada en 1290 con Roger Bigod († 1306), conde de Norfolk
- Isabel, († 1305), casada en 1296 con Raúl de Clermont, señor de Nesle († Courtrai 1302)
- Juana, monja en Fontenelles
- María, (1280 † 1354), casada en 1310 con el duque Luis I de Borbón (1279 † 1342)
- Matilde, abadesa de Nivelles